# Libiąż
Libiąż è un comune urbano-rurale polacco del distretto di Chrzanów, nel voivodato della Piccola Polonia. Ricopre una superficie di 57,2 km² e nel 2010 contava 22 810 abitanti.

## Storia
La prima menzione di Libiąż risale al 1243, i villaggi entrarono in possesso dei benedettini. Negli anni 1815-1846 all'interno dei confini della Città Libera di Cracovia.Un fatto importante nella storia di Libiąż fu fondato dal Conte di Wielopolski nel 1735 a Libiąż, la grande parrocchia cattolica romana della Trasfigurazione. Fino al XIX secolo Libiąż era un tipico insediamento agricolo. La costruzione della linea ferroviaria Cracovia - Vienna è diventata la ragione della migrazione e dell'insediamento in queste aree. Una svolta nella storia di Libiąż fu la scoperta di ricchi giacimenti di carbone alla fine del XIX secolo. All'inizio del XX secolo, iniziò la costruzione della miniera di carbone "Janina", attiva dal 1907. Ciò ha aperto nuove prospettive per Libiąż. I residenti trovarono lavoro e la città cominciò ad essere attraente anche per le persone esterne. Da quel momento è iniziato il rapido sviluppo economico e culturale dell'insediamento. Sono venuti lavoratori qualificati e molta intelligenza. La forma urbana di Intorno alla miniera iniziarono a sorgere nuovi complessi residenziali e strutture pubbliche (scuola, ufficio postale e telegrafo).Anche dopo la prima guerra mondiale e la Polonia che riacquistò l'indipendenza, lo sviluppo urbano ed economico continuò. Sono stati creati nuovi percorsi di comunicazione, linee elettriche ed edifici pubblici. Il periodo tra le due guerre fu anche un periodo di forte sviluppo delle attività del governo locale. Lo scoppio della seconda guerra mondiale e in seguito all'esercito tedesco dell'amministrazione dell'occupazione tedesca interruppe il funzionamento dell'impianto principale di Libiąż, la miniera Janina, che iniziò l'attività mineraria nella prima metà di settembre 1939 per un periodo relativamente breve. Nel periodo compreso tra settembre 1943 e gennaio 1945 operò un sottocampo di KL Auschwitz Janinagrube, chiamato anche Gute Hoffnung i prigionieri eseguivano lavori di estrazione del carbone nella miniera Janina; c'erano oltre 800 persone nel sottocampo. Durante l'occupazione intorno alla città, un'intensa attività militare fu condotta da un ramo dell'esercito popolare Jarosław Dąbrowski . Il 6 maggio 1944, un bunker partigiano fu esposto nella foresta dietro Krzemieniec, dove erano presenti 9 membri dell'unità. Il 6 aprile 1945, il Ministero della pubblica sicurezza creò campi di lavoro centrali per oppositori delle autorità comuniste. Il campo di lavoro n. 126 è stato istituito a Libiąż.